# Alan Cameron
Pour les articles homonymes, voir Cameron.
Alan Douglas Edward Cameron (13 mars 1938 - 31 juillet 2017 à New York) est un universitaire et historien britannique.
Spécialiste de l'Antiquité, il est professeur émérite de langue latine et de littérature à l'université Columbia à New York.

## Biographie
Né en 1938, Alan Cameron obtient son MA[Quoi ?] de l'université Oxford en 1964.
De 1972 à 1977, il enseigne au King's College de Londres. En 1975, il est élu membre de la British Academy. En 1977, il poursuit sa carrière à l'université Columbia, où il enseigne au moins jusqu'en 2005.
Alan Cameron reçoit le Goodwin Award de 1996 pour The Greek Anthology from Meleager to Planudes.

## Œuvres
- (en) Claudian: Poetry and Propaganda at the Court of Honorius, 1970 (critique de l'ouvrage)
- (en) Porphyrius the Charioteer, 1973
- (en) Circus Factions: Blues and Greens at Rome and Byzantium, 1976
- (en) (avec Jacqueline Long et Lee Sherry) Barbarians and Politics at the Court of Arcadius, 1992
- (en) The Greek Anthology: From Meleager to Planudes, 1993
- (en) Callimachus and his Critics, 1995
- (en) Greek Mythography in the Roman World, 2004
- (en) The Last Pagans of Rome, 2011
- (en) Wandering Poets and Other Essays in Late Antique Poetry and Philosophy, 2015